# Margoyoso (Margoyoso)
Margoyoso is een bestuurslaag in het regentschap Pati van de provincie Midden-Java, Indonesië. Margoyoso telt 1132 inwoners (volkstelling 2010).